# 토마스와 친구들
《토마스와 친구들》(영어: Thomas & Friends)은 영국의 어린이 텔레비전 시리즈로 1984년부터 2021년까지 ITV와 미국의 PBS 키즈로 방송된 애니메이션이다. 1945년 출판된 어린이 그림책 레일웨이 시리즈를 기반으로 하고 있다.

## 등장인물 및 목소리 출연

### 주요 등장인물
- 토마스: 신용우/조연우
- 제임스: 엄상현/백경훈
- 고든: 전태열
- 퍼시: 엄상현
- 에밀리: 김은아
- 니아: 정유정/김은아
- 레베카: 김채하

### 기타 등장인물
- 에드워드: 엄상현
- 헨리: 전태열
- 토비
- 덕/더크
- 도널드/도날드: 엄상현/전태열
- 더글라스
- 올리버(기관차)
- 잭
- 알피
- 올리버(굴착기)
- 마이크
- 렉스: 전태열
- 버트
- 디젤
- 데이지
- 마비스/메이비스
- 데니스
- 보코
- 디젤 10
- 도지
- 스플레터
- 아리/애리
- 버트
- 시드니
- 스카로이/스칼로이
- 레니아/르네/르네아스/르네이어스
- 헨델 경/헨리 경
- 피터 샘
- 러스티
- 덩컨/던컨
- 덩치큰 맥/마이티 맥
- 프레디
- 루크
- 빌
- 벤
- 빌리
- 빅터
- 케빈
- 벨
- 플린
- 캡틴
- 로키
- 헥터
- 스크러피
- 코너
- 케이틀린
- 게이터
- 티모시
- 퍼거스
- 로지
- 히로
- 스펜서
- 하비
- 머독/머도크
- 매지
- 맥스: 엄상현
- 몬티: 전태열
- 켈리
- 아시마: 성우
- 카를로스
- 이자벨라
- 넬슨
- 패트릭
- 빌리
- 행크
- 스티븐
- 해롤드/헤롤드/해럴드
- 테렌스/테런스
- 캐롤라인
- 허리케인
- 프랭키/프랭크
- 렉시
- 테오
- 용바오
- 프리다
- 라울
- 이반
- 에티엔
- 프로티어스
- 스크랩 엔진
- 유령 기관차 - 토메스

## 스태프

### EBS판 스태프
- 원제: THOMAS AND FRIENDS (HIT Entertainment, 영국)
- 번역: 진덕주
- 우리말 출연: 김승준, 엄상현, 전태열, 신용우, 김은아, 오병조
- 컴퓨터 그래픽: 김남시
- 타이틀 노래: 방예담, 이수빈
- 노래지도: 강나경
- 타이틀 녹음: POPES
- 더빙: 최재규
- 음향: 김태호
- 기술 감독: 우동철
- 우리말 연출: 지민정
- 우리말 제작: EBS

## 에피소드
| 시리즈 | 연도      | 에피소드 | DVD 발매일 (R2) | DVD 발매일 (R4) | DVD 발매일 (R1)  |
| ------ | --------- | -------- | --------------- | --------------- | ---------------- |
| 1      | 1984      | 26       | 2005년 1월 31일 | 2006년 5월 2일  | 2004년 10월 26일 |
| 2      | 1986      | 26       | 2005년 4월 18일 | 2006년 4월 13일 |                  |
| 3      | 1991–1992 | 26       | 2006년 1월 23일 | 2006년 7월 6일  |                  |
| 4      | 1994–1995 | 26       | 2006년 7월 24일 | 2006년 9월 8일  |                  |
| 5      | 1998      | 26       | 2007년 2월 5일  | 2006년 9월 8일  |                  |
| 6      | 2002      | 26       | 2007년 7월 2일  | 2009년 1월 5일  |                  |
| 7      | 2003      | 26       | 2008년 1월 14일 | 2009년 6월 4일  |                  |
| 8      | 2004      | 26       | 2008년 7월 28일 | 2009년 6월 4일  |                  |
| 9      | 2005      | 26       | 2009년 1월 19일 | 2010년 3월 2일  |                  |
| 10     | 2006      | 28       | 2010년 5월 2일  | 2010년 6월 2일  |                  |
| 11     | 2007      | 26       | 2010년 7월 26일 | 2011년 6월 2일  |                  |
| 12     | 2008      | 20       | 2011년 2월 21일 | 2012년 3월 1일  |                  |
| 13     | 2010      | 20       | 2012년 2월 13일 |                 |                  |
| 14     | 2010      | 20       | 2013년 7월 22일 |                 |                  |
| 15     | 2011      | 20       | 2014년 7월 7일  |                 |                  |
| 16     | 2012      | 20       | 2015년 5월 15일 |                 |                  |
| 17     | 2013–2014 | 26       |                 |                 |                  |
| 18     | 2014–2015 | 26       |                 |                 |                  |
| 19     | 2015–2017 | 26       |                 |                 |                  |
| 20     | 2016–2017 | 28       |                 |                 |                  |
| 21     | 2017      | 18       |                 |                 |                  |
| 22     | 2018      | 26       |                 |                 |                  |
| 23     | 2019      | 20       |                 |                 |                  |
| 24     | 2020–2021 | 20       |                 |                 |                  |

## 극장판
- 《토마스와 마법 기차》 (2000년)
- 《토마스와 친구들: 모든 엔진을 부르다!》 (2005년)
- 《토마스와 친구들 - 극장판》 (2009년)
- 《토마스와 친구들 - 극장판 2》 (2010년)
- 《토마스와 친구들 - 극장판 3》 (2011년)
- 《극장판 토마스와 친구들: 디젤 기관차들의 반란》 (2011년)
- 《토마스와 친구들: 블루마운틴 미스터리》 (2012년)
- 《토마스와 친구들: 잃어버린 왕관》 (2013년)
- 《토마스와 친구들: 용감한 기관차와 괴물소동》 (2014년)
- 《토마스와 친구들: 더 어드벤처 비긴즈》 (2015년)
- 《토마스와 친구들: 수수께끼 해적선과 보물찾기》 (2015년)
- 《토마스와 친구들: 그레이트 레이스》 (2016년)
- 《토마스와 친구들: 우정의 대모험》 (2017년)
- 《토마스와 친구들: 빅 월드 어드벤처》 (2018년)
- 《토마스와 친구들: 유적발굴과 탐험》 (2019년)
- 《토마스와 친구들: 마블러스 머시너리》 (2020년)
- 《토마스와 친구들: 소도어컵 레이스》 (2021년)
- 《토마스와 친구들: 올스타☆퍼레이드》 (2022년)
- 《토마스와 친구들: 룩아웃 마운틴의 미스터리》 (2022년)

### 내레이션
| 내레이터        | 시리즈 1 | 시리즈 2 | 시리즈 3 | 시리즈 4 | 시리즈 5 | 시리즈 6 | 시리즈 7 | 시리즈 8 | 시리즈 9 | 시리즈 10 | 시리즈 11 | 시리즈 12 | 시리즈 13 | 시리즈 14 | 시리즈 15 | 시리즈 16 | 시리즈 17 | 시이즈 18 | 시리즈 19 | 시리즈 20 |
| --------------- | -------- | -------- | -------- | -------- | -------- | -------- | -------- | -------- | -------- | --------- | --------- | --------- | --------- | --------- | --------- | --------- | --------- | --------- | --------- | --------- |
| 링고 스타       |          |          |          |          |          |          |          |          |          |           |           |           |           |           |           |           |           |           |           |           |
| 마이클 안젤리스 |          |          |          |          |          |          |          |          |          |           |           |           |           |           |           |           |           |           |           |           |
| 조지 칼린       |          |          |          |          |          |          |          |          |          |           |           |           |           |           |           |           |           |           |           |           |
| 알렉 볼드윈     |          |          |          |          |          |          |          |          |          |           |           |           |           |           |           |           |           |           |           |           |
| 마이클 브랜든   |          |          |          |          |          |          |          |          |          |           |           |           |           |           |           |           |           |           |           |           |
| 피어스 브로스넌 |          |          |          |          |          |          |          |          |          |           |           |           |           |           |           |           |           |           |           |           |
| 마크 모라한     |          |          |          |          |          |          |          |          |          |           |           |           |           |           |           |           |           |           |           |           |

내레이터 갤러리
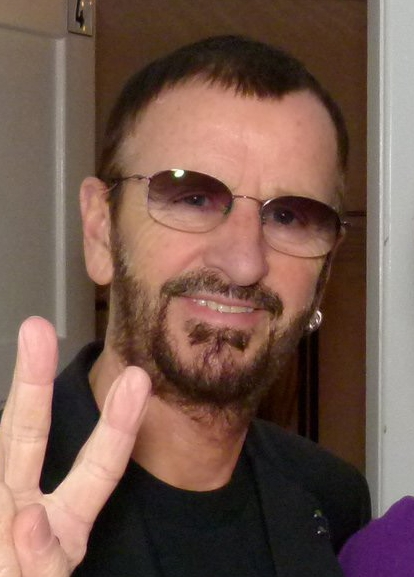
링고 스타 (1984–1986)
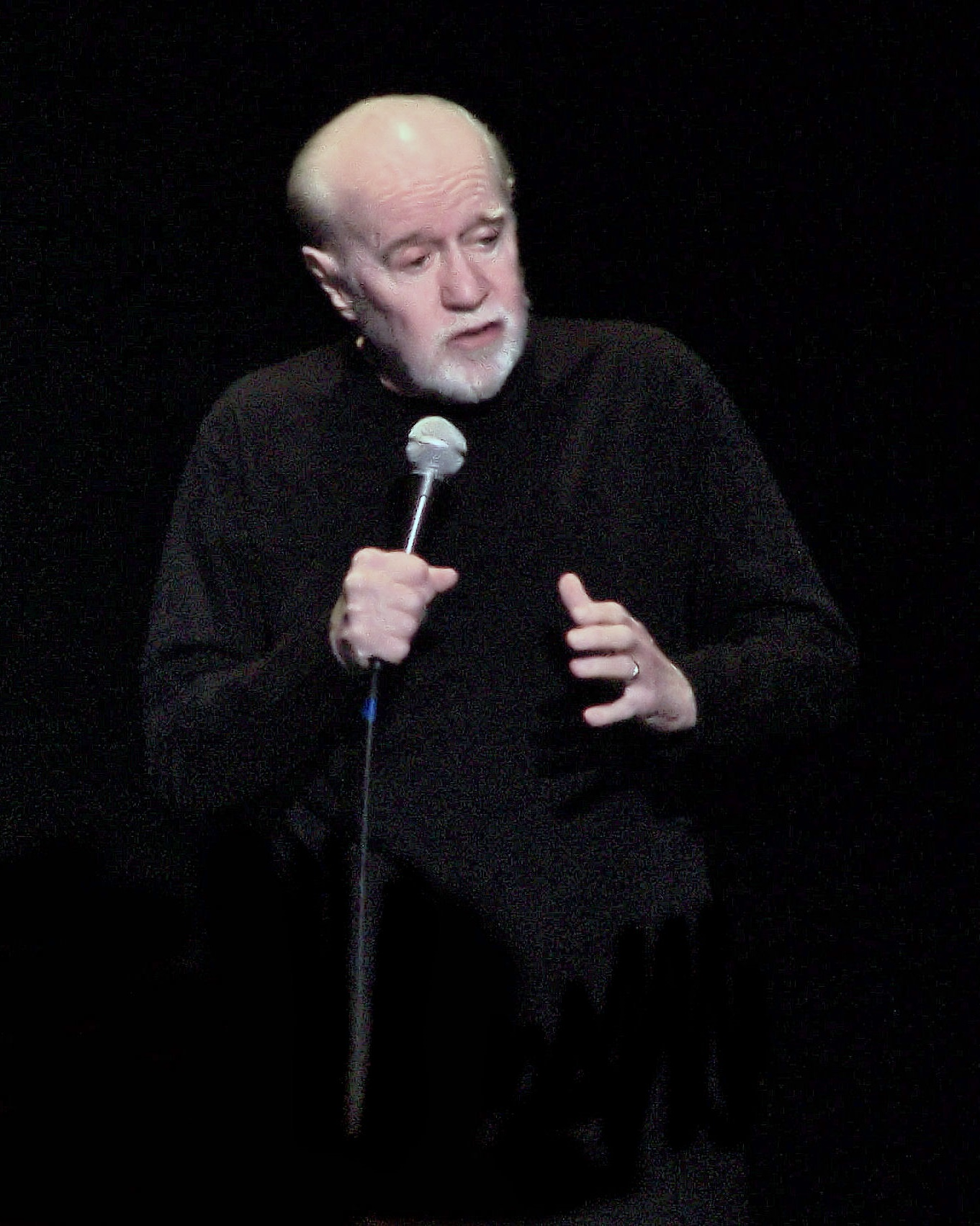
조지 칼린 (1991–1995)
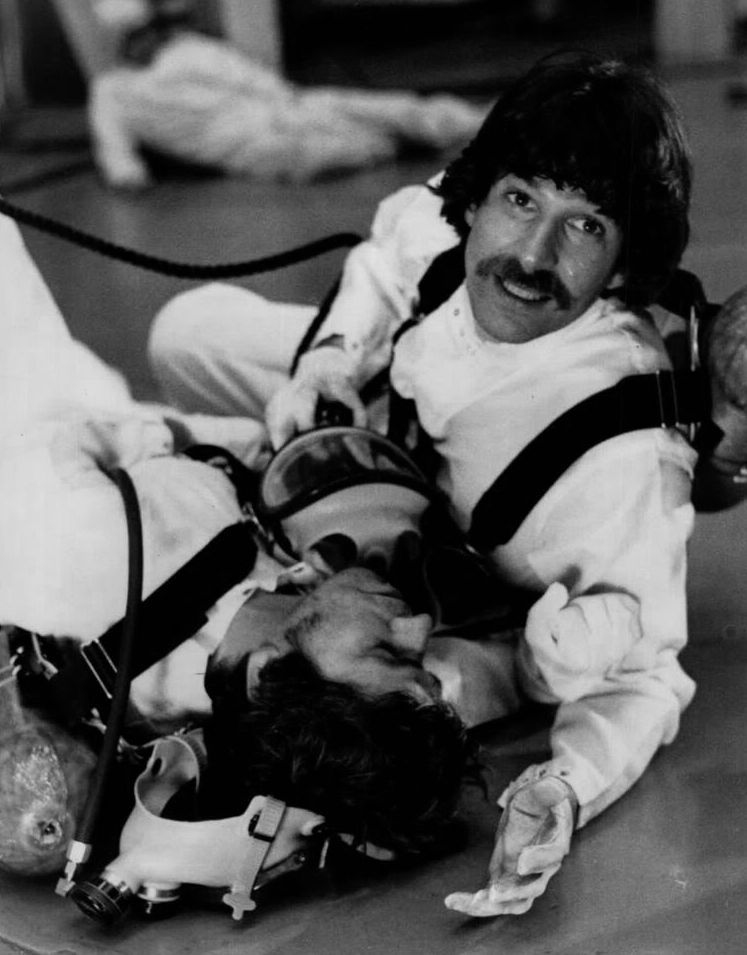
마이클 브랜든 (2003–2012)
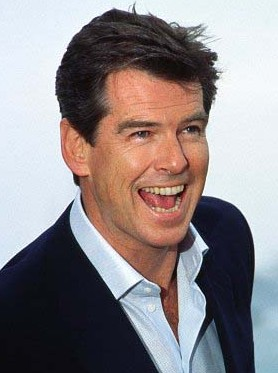
피어스 브로스넌 (2008)

## 게임
토마스도 물론 게임이 있다 <GO GO 토마스>와 <토마스 미니>가 있다 GO GO 토마스는 토마스에서 나오는 등장인물들 끼리 경주하는 것이다 대시 버튼을 연타 클릭해서 토마스를 이동시킬수 있다 무지개 부스터 게이지가 다 채워지면 무지개 부스터를 사용할 수 있다 토마스 미니는 자신의 플래이 세트를 조립하고 토마스와 친구들 미니카들을 플래이 세트에 놓아 경주를 하거나 미니카가 움직이는 것을 구경하는 게임이다 1인칭 모드를 이용하여 미니카중 1게의 시점을 볼 수 있다

## 시대에 따라 변경된 장르
토마스와 친구들은 원작 그림책 "레일웨이 시리즈"(1945년)를 기반으로 하여 1984년부터 지속적으로 연재되어온 어린이 대상 텔레비전 애니메이션 프로그램이다. 2016년 작품까지는 배경인 "소도어 섬"이 마법의 섬이기 때문에 마법에 걸린 기관차들이 자아를 갖게 되었고, "토마스와 마법 기차"와 같은 작품에서의 설명에 따르면 소도어 섬을 벗어나면 마법이 사라져 일반 기관차가 된다는 설정의 판타지 장르였다.
그러나 2016년, 알파고가 전 세계에 충격을 가져다 준 이후 토마스와 친구들에 등장하는 이동수단들은 마치 자연어 처리를 완벽히 수행하는 고도로 진보된 자율주행이나 인공지능처럼 묘사가 되었으며, 등장인물들이 "마법이 아닌 살아있는 기계"처럼 연출되기 시작한다. 토마스와 친구들: 마블러스 머시너리 (2020)에서는 자신보다 더 진보된 기술을 가진 이동수단들에게 뒤처져 추후에 자신들이 대체되지 않기 위해 기존 기관차들이 다른 기관차들에게 텃세를 부리거나, 기관차들이 인간의 명령을 거부하며 반항을 하거나, 철도기관사 없이 자율적으로 주행하며 속도를 조절하는 연출들이 발견되었으며, 토마스와 친구들: 우정의 대모험 (2017)에서는 강제 노역에 시달리는 토마스가 스스로 탈출 계획을 세워 제철소에서 탈출하는 장면이 나오는 등 공상과학에 가까운 묘사가 늘어나며 판타지 장르보다 SF 중 스팀펑크 장르에 더 가깝게 되었다. "토마스와 마법 기차"에 등장한 설정도 기관차들이 "토마스와 친구들: 빅 월드 어드벤처"(2018) 이후로 폐기가 되어 기관차들이 다른 국가로 나가도 살아 움직이는 장면이 나오며 소도어 출신이 아닌 기관차도 살아 움직인다. 이는 한 작품이 매우 오랫동안 연재되면서 기술이 발전되어 사람들의 생각도 이에 기반하며 장르가 바뀐 사례로 꼽힌다.

## 기타
토마스와 친구들:TOMY라는 애니메이션이 있다. 자세한 것은 문서 참고.

## 주요 승강장
주요 승강장은 아래와 같다.
티드머스역
웰스워스역
넵포드역
비커스타운 승강장

## 실사판
토마스와 친구들의 실사판이 있다. 자세한 것은 토마스(토마스와 친구들)/실사판 문서를 참고.